# بوروبیا
بوروبیا (به اسپانیایی: Borobia) یکی از دهستان های اسپانیا است که در سریا واقع شده‌است.

## خصوصیات
بوروبیا ۶۲ کیلومترمربع مساحت و ۳۴۷ نفر جمعیت دارد.